# Xu Xiangqian
Xu Xiangqian (Contea di Wutai, 8 novembre 1901 – Pechino, 21 settembre 1990) è stato un generale e politico cinese, uno tra i dieci generali dell'Esercito Popolare di Liberazione a essere promossi al grado di maresciallo della Repubblica Popolare Cinese e ministro della difesa nazionale della Repubblica Popolare Cinese dal 1978 al 1981.

## Biografia
Figlio di un ricco terratenente, aderì all'Esercito Rivoluzionario Nazionale di Chiang Kai-shek nel 1924 contro il parere dei genitori. Quando il Kuomintang incominciò a combattere i comunisti nel 1927, Xu lasciò le forze di Chiang e guidò un esercito comunista situato nel Sichuan sotto l'autorità politica di Zhang Guotao. Quando Zhang fu purgato nei primi anni '30 Xu sopravvisse politicamente e rientrò nell'Armata Rossa Cinese in una posizione più bassa sotto la leadership di Mao Zedong.
Durante la Seconda guerra sino-giapponese Xu servì in diverse unità militari nelle aree controllate dai comunisti nella Cina del Nord, e diresse la costruzione di diverse basi. Quando la Guerra civile cinese riprese nel 1947 fu attivo di nuovo nella Cina settentrionale e le forze sotto il suo comando furono responsabili della cattura della città fortificata di Taiyuan nelle ultime fasi della guerra nel 1949.
In seguito alla nascita della Repubblica Popolare Cinese nel medesimo anno, Xu fu uno tra i 10 dieci generali a essere promossi al grado di maresciallo della Repubblica Popolare Cinese. Detenne diverse posizioni politiche e militari e sopravvisse alla Rivoluzione culturale nonostante avesse tentato di moderare diversi degli effetti distruttivi provocati da essa. Fu un importante sostenitore di Deng Xiaoping e del suo ritorno al potere politico nel 1976. Continuò a servire in un gran numero di cariche politiche e militari finché fu costretto a ritirarsi nel 1985.